# カルドアの成長法則
カルドアの成長法則（カルドアのせいちょうほうそく、英: Kaldor's growth laws）は、ニコラス・カルドアが提示した経済成長と産業構造の変化の関係についての3つの法則のこと。

## 概要
ニコラス・カルドアは、世界の各国のデータを分析し、少なくともある所得水準に達するまでは、所得水準と製造業の生産に充てられる資源の割合の間に高い相関関係があることを発見した。農業に依存しながら経済発展を実現したのは、ニュージーランド、オーストラリア、カナダだけであった。そして、これらの規則性に関する3つの法則を提示した。
1. GDPの成長と製造業の成長は同時に起こる。経済全体の成長率に対して製造業の付加価値の成長率が高ければ高いほど、GDP 成長率が高くなる。つまり、 GDPに占める製造業の割合が高まると、高いGDP成長率を実現できることを示唆している[3]。
2. 製造業の生産性の上昇は、製造業の付加価値の成長と同時に起こる。フェルドーンの法則としても知られる[4]。規模の経済によって製造業の規模が大きくなれば製造業の生産性が上昇する。製造業の規模が大きくなればなるほど、平均費用が低くなるという静学的な規模の経済、生産量の増加が資本蓄積や技術進歩を引き起こして生じる動学的な規模の経済の両方を指す。
3. 非製造業の生産性の上昇は、製造業の成長と同時に起こる。直感的ではないが、非製造業では規模が縮小することによって生産性が上昇することを意味する。労働や資本などの資源が製造業に移動すると、非製造業に残った資源の限界生産性が上昇し、生産性が上昇する。

## さらに考慮すべき点
トニー・サールウォールは、カルドアが考慮すべき点として3つの指摘をしている。
1. 生産性が上昇している産業が他の産業の労働力を吸収する余地が、労働移動が起こるにつれて小さくなるため、GDPの成長率も低下する。
2. 経済発展の初期段階では、一次産品への需要増加が需要を牽引するが、経済発展の後期では輸出需要が需要を牽引する可能性が高い。そこでは、国内市場の規模が限られており、国内市場での規模の経済の実現が制限される可能性が高く、その際は開放経済に移行する必要性が生じる。
3. 好循環は輸出の増加と生産量の増加によって生み出される可能性がある。しかし、輸出は一部の比較優位産業、保護や補助金などの歪みをもたらす政策に依存する可能性が高いため、好循環を維持するのは困難な可能性がある。